# Helmuth M. Backhaus
Helmuth M. Backhaus (6 de junio de 1920 - 5 de mayo de 1989) fue un escritor, guionista, director, actor y maestro de ceremonias de nacionalidad alemana.

## Biografía
Su nombre completo era Helmuth Manuel Backhaus, y nació en Bonn, Alemania. También conocido por el seudónimo Gregor Trass, desde la década de 1930 vivió con su madre y con su hermana en Múnich, graduándose allí en la escuela secundaria en 1939. Tras su servicio laboral y militar, pasó varios semestres en Fráncfort del Meno estudiando teatro y derecho, aunque estos últimos estudios no los completó.
En 1945 se estrenó en Múnich su primera obra teatral, Wir unter uns. En Radio München, precursora de Bayerischer Rundfunk, trabajó entre 1945 y 1946 como locutor. A partir de enero de 1946 trabajó en Radio München con el estadounidense Walter Kohner en el departamento de cabaret de la emisora, lo cual hizo hasta 1947, radiándose piezas como Kleines Gedeck, Zehnerkabarett, Nachtwindmühle, Schlaue Stunde y Blauer Samstag.
Backhaus escribió obras radiofónicas, bocetos y programas documentales para Bayerischen Rundfunk, a la vez que dirigía películas, escribía poesía, teatro y libros de no ficción, habitualmente con un punto humorístico. En el Teatro Lore Bronner de Múnich fue Higgins en la obra de George Bernard Shaw Pigmalión.
Como guionista, actor o director, Backhaus trabajó a veces bajo el seudónimo Gregor Trass en diferentes producciones de los años 1950 y 1960. Además, realizó más de 1500 obrtas pictóricas, entre pinturas al óleo, acuarelas, gouaches, aguafuertes y caricaturas.
Helmuth M. Backhaus falleció en Múnich en el año 1989.

## Escritos
- 1947 : Kleines Gedeck
- 1960 : Fahren zu Zweit
- 1968 : Das Stundenglas und andere unheimliche Geschichten
- 1969 : Firpo das Fass
- 1971 : Die Mitternachtsprobe und andere unheimliche Geschichten
- 1971 : Das Stundenglas und andere unheimliche Geschichten
- 1972 : Insel für zwei Personen
- 1972 : Jim Colts Abenteuer
- 1975 : Götter GmbH und Co. KG.
- 1975 : Liebling schlaf nicht dauernd ein
- 1976 : Liebe ja – Ehe nein
- 1977 : Das Geheimnis des roten Leuchtturms
- 1978 : Das Abendland im Kochtopf – Kulturgeschichte des Essens
- 1981 : Ich will in meinen Stiefeln sterben
- 1982 : Der Himmel der Tiere
- 1983 : Der Venezianische Engel
- 1984 : Der Totentanz
- 1985 : Sind Computer männlich oder weiblich?

## Teatro
- Wir unter uns
- Die Schule des Casanova
- Drei in einem Raum
- Glück unterwegs
- Der letzte König
- Entführung in Venedig

## Radio
- 1979 : Der Fall Dr. Crippen, dirección de Alexander Malachovsky, con Herbert Fleischmann, Michael Hinz y Harald Leipnitz.
- 1980 : Die Scotland Yard Story (documental), dirección de Alexander Malachovsky. Con la colaboración de Heinz Drache, Erich Hallhuber, Eva-Maria Meineke, Günther Sauer y Lilian Westphal.

## Filmografía (como guionista, salvo otra indicación)
```

```

- 1950 : Lied der Landstraße (idea)
- 1950 : Liebe auf Eis
- 1951 : Das Gerücht
- 1951 : Czardas der Herzen
- 1952 : Das kann jedem passieren (solo actor)
- 1952 : Wochenend im Paradies (solo actor)
- 1953 : Die vertagte Hochzeitsnacht (solo actor)
- 1953 : Musik bei Nacht (solo actor)
- 1953 : Skandal im Mädchenpensionat (solo locutor)
- 1956 : Der Mustergatte
- 1956 : Vor 100 Jahren fing es an (solo actor)
- 1957 : Familie Schimek
- 1957 : Nachts im Grünen Kakadu
- 1958 : Bühne frei für Marika (también actor)
- 1958 : Der Czardas-König (diálogo)
- 1958 : Der Stern von Santa Clara
- 1959 : Die Nacht vor der Premiere
- 1959 : Salem Aleikum
- 1960 : Ich zähle täglich meine Sorgen
- 1960 : Hauptmann, deine Sterne
- 1960 : Im weißen Rößl
- 1961 : Die Abenteuer des Grafen Bobby
- 1961 : Bei Pichler stimmt die Kasse nicht
- 1961 : Am Sonntag will mein Süßer mit mir segeln gehn
- 1962 : Die Post geht ab (también director)
- 1963 : Und wenn der ganze Schnee verbrennt (también director y actor)
- 1963 : … und der Amazonas schweigt
- 1963 : Apartment-Zauber (también director)
- 1964 : Wenn man baden geht auf Teneriffa (también director)
- 1965 : Die Banditen vom Rio Grande (también director)